# Bahro (Neuzelle)
Bahro (niedersorbisch Barow) ist ein Ortsteil der Gemeinde Neuzelle im Landkreis Oder-Spree in Brandenburg. 

## Geografie und Verkehrsanbindung
Im Ort kreuzen sich die Landesstraßen L 45 und L 452.

## Sehenswürdigkeiten

### Landschaftsschutzgebiete
Das Landschaftsschutzgebiet Dorchetal und Fasanenwald (Neuzelle) liegt östlich.
(siehe auch Liste der Landschaftsschutzgebiete in Brandenburg)

## Söhne und Töchter des Ortes
- Klaus Grebasch (* 1947), Fußballspieler